# 1902 a sportban
1902 a sportban az 1902-es év fontosabb sporteseményeit tartalmazza az alábbiak szerint:

## Események

### Határozott dátumú események
- március 6. – A Real Madrid megalapítása.
- október 12. – A magyar labdarúgó-válogatott első hivatalos mérkőzése (Ausztria–Magyarország: 5:0).

### Határozatlan dátumú események
- az év folyamán –
  - A Magyar Aero Club megalakulása.[1]

## Labdarúgás
| Kiírás                     | Győztes             | Ezüstérmes     | Bronzérmes             |
| -------------------------- | ------------------- | -------------- | ---------------------- |
| Angol labdarúgó-bajnokság  | Sunderland AFC      | Everton FC     | Newcastle United FC    |
| Angol labdarúgókupa        | Sheffield United FC | Southampton FC | —                      |
| Magyar labdarúgó-bajnokság | Budapesti TC        | Ferencváros    | 33 FC                  |
| Challenge Kupa             | Vienna Cricket FC   | Budapesti TC   | —                      |
| Skót labdarúgó-bajnokság   | Rangers FC          | Celtic FC      | Heart of Midlothian FC |
| Skót labdarúgókupa         | Hibernian FC        | Celtic FC      | —                      |

Lásd még: 1902-ben alapított labdarúgóklubok listája

## Születések
| Születés       | Név                   | Nemzetiség, sportág, eredmények                                                     | Halálozás |
| -------------- | --------------------- | ----------------------------------------------------------------------------------- | --------- |
| ?              | Émile Barbier         | világbajnok belga párbajtőrvívó                                                     | ?         |
| ?              | Diógenes Domínguez    | paraguayi válogatott labdarúgó                                                      | ?         |
| ?              | Égner Kálmán          | magyar nemzeti labdarúgó-játékvezető                                                | ?         |
| ?              | Robert Fuchs          | világbajnoki bronzérmes és Európa-bajnoki ezüstérmes svájci jégkorongozó            | ?         |
| ?              | Fritz Lichtschein     | Európa-bajnoki bronzérmes osztrák jégkorongozó kapus                                | ?         |
| január 5.      | Myrtle Cook           | olimpiai bajnok kanadai atléta                                                      | 1985      |
| február 6.     | William Rogers        | Olimpiai bajnok amerikai rögbijátékos és sebész                                     | 1987      |
| február 27.    | Gene Sarazen          | Amerikai golfozó                                                                    | 1999      |
| március 1.     | William Cockburn      | Olimpiai bajnok kanadai jégkorongozó kapus                                          | 1975      |
| március 17.    | Bobby Jones           | Amerikai golfozó                                                                    | 1971      |
| április 4.     | Gunnar Galin          | Európa-bajnok svéd jégkorongozó                                                     | 1997      |
| április 11.    | Soós-Hradetzky Zoltán | olimpiai bronzérmes magyar sportlövő                                                | 1992      |
| április 25.    | Albert Andersson      | olimpiai bajnok svéd tornász                                                        | 1977      |
| május 26.      | Hátszegi Ottó         | magyar olimpikon tőrvívó                                                            | 1977      |
| június 19.     | Louis De Ridder       | belga olimpikon, bobozó, gyorskorcsolyázó, jégkorongozó                             | 1981      |
| június 16.     | Giorgio Pessina       | olimpiai bajnok olasz tőrvívó, edző                                                 | 1977      |
| június 18.     | Paavo Yrjölä          | olimpiai bajnok finn atléta, tízpróbázó                                             | 1980      |
| június 30.     | Borsányi Ferenc       | magyar válogatott labdarúgó                                                         | 1958      |
| július 2.      | Gian Andreossi        | Európa-bajnok, olimpiai és világbajnoki bronzérmes, svájci jégkorongozó             | ?         |
| július 18.     | Bartha József         | magyar nemzetiségű román válogatott labdarúgó, hátvéd                               | 1957      |
| augusztus 15.  | Badó Rajmund          | olimpiai ezüstérmes, Európa-bajnok magyar birkózó                                   | 1986      |
| szeptember 14. | Harry Holm            | olimpiai bajnok dán tornász                                                         | 1987      |
| szeptember 27. | Xavier De Beukelaer   | világbajnok belga tőr- és párbajtőrvívó                                             | 1944      |
| október 2.     | Toivo Loukola         | finn atléta                                                                         | 1984      |
| október 7.     | Aleksander Kowalski   | Európa-bajnoki ezüstérmes lengyel jégkorongozó, olimpikon                           | 1940      |
| október 13.    | Wilbur Shaw           | Amerikai autóversenyző                                                              | 1954      |
| október 26.    | Jack Sharkey          | Amerikai ökölvívó                                                                   | 1994      |
| november 21.   | Herbert Brück         | olimpikon, Európa-bajnok és világbajnoki bronzérmes osztrák válogatott jégkorongozó | ?         |
| november 21.   | Hirzer Ferenc         | magyar válogatott labdarúgó, csatár, olimpikon                                      | 1957      |
| december 3.    | Jack Cameron          | Olimpia bajnok kanadai jégkorongozó                                                 | 1981      |
| december 6.    | Saverio Ragno         | olimpiai és világbajnok olasz tőr- és párbajtőrvívó                                 | 1969      |

## Halálozások
| Halálozás   | Név         | Nemzetiség, sportág, eredmények                                         | Születés |
| ----------- | ----------- | ----------------------------------------------------------------------- | -------- |
| március 7.  | Pud Galvin  | amerikai baseballjátékos, National Baseball Hall of Fame and Museum tag | 1856     |
| március 19. | Tom Burns   | amerikai baseballjátékos és menedzser                                   | 1857     |
| június 12.  | Jimmy Ross  | skót labdarúgó                                                          | 1866     |
| december 1. | Fred Dunlap | amerikai baseballjátékos                                                | 1859     |